# Metal Gear (videojuego)
Metal Gear (メタルギア Metaru Gia?) (abreviado como MG) es un videojuego de infiltración diseñado por Hideo Kojima, desarrollado y publicado por Konami. Fue el título inaugural de la serie Metal Gear. Originalmente fue lanzado para MSX 2 en Japón el 13 de julio de 1987 y Europa en 1987, pero también se convirtió para Nintendo Family Computer en Japón en diciembre de 1987 y su equivalente en Norteamérica y Europa: la Nintendo Entertainment System . La versión de NES, aunque en teoría es una conversión, ofrece cambios considerables, llegando a tal punto que algunos fanáticos reclaman que sea un título aparte.
Diversas versiones basadas en las dos anteriores fueron lanzadas después para varias plataformas. La versión NES fue convertida para IBM PC y Commodore 64 en Norteamérica, y relanzada para GameCube de forma emulada, como parte del paquete especial de Metal Gear Solid: The Twin Snakes en Japón. La versión MSX2 fue exportada para teléfonos celulares con varios realces y cambios en 2004, que a su vez fue exportada para la PlayStation 2 como componente de Metal Gear Solid 3: Subsistence con una nueva y más completa traducción para lanzamientos en inglés. Ésta fue la primera vez que Metal Gear fue lanzado en Norteamérica en su forma MSX2.

## Historia
Información proveniente de Previous Operation, del disco de Metal Gear Solid para PlayStation:
Año 1995, 11 años después de los sucesos de The Phantom Pain. En el interior de Sudáfrica, a 200 km al norte de Garzburg. Outer Heaven, una nación fortaleza armada fundada por el legendario mercenario. Un hombre temido en combate tanto por sus amigos y enemigos, que le consideraban un héroe y un lunático. Las naciones occidentales han descubierto que un arma para destrucción de masas y capaz de volver a escribir la historia de la guerra está siendo desarrollada en Outer Heaven.
Estos países han solicitado que la unidad de fuerzas especiales High-Tech Fox-Hound se encargue de la situación. En respuesta de esta orden, Big Boss, comandante en jefe de Fox-Hound, envió a Gray-Fox, el hombre con el nombre en clave FOX, que se le otorga al mejor miembro de la unidad.

## Operación intruso N313
Después de unos días, y tras ser su último mensaje “Metal Gear”…, Gray-Fox desapareció en combate. Tomándose muy en serio la situación, los principales dirigentes de occidente volvieron a llamar a Fox-Hound. Big Boss eligió a Solid Snake, que acababa de unirse a Fox-Hound, como el agente destinado para la misión y en el que depositó toda la responsabilidad.
Tras infiltrarse con éxito en Outer Heaven, Snake entró en contacto con los miembros de la resistencia local: Schneider, Diane y Jennifer. Con su cooperación, Snake consiguió rescatar a Gray-Fox. Luego, Gray-Fox exponía los horripilantes hechos acerca de Metal Gear. Metal Gear era el nombre del desarrollo de un tanque bípedo andante equipado con cabezas nucleares. Un tanque capaz de caminar incluso por el terreno más abrupto, por dónde jamás pasarían los tanques normales. Puede llevar a cabo ataques locales por sí solo, con armas únicas como su cañón Vulcan y misiles anticarro. De hecho era un nuevo tipo de arma que podía llevar a cabo un ataque nuclear en cualquier lugar de la superficie del planeta desde cualquier lugar de la Tierra…
Con Metal Gear, Outer Heaven pretendía establecer su superioridad militar sobre el mundo entero. Con el fin de destruir a Metal Gear, Snake rescató al ingeniero jefe, el Dr. Pettrovich, y a su hija Ellen, que había sido tomada como rehén para obligar a su padre a seguir con sus desarrollos. El Dr. Pettrovich le explica a Snake cómo destruir Metal Gear. Sin embargo, mientras Snake se acercaba al centro de Outer Heaven y de Metal Gear, se habían colocado trampas muy bien diseñadas a su alrededor, como si todas sus acciones le hubieran sido filtradas al enemigo…
En medio de una batalla cada vez más intensa, el líder de la resistencia, Schneider, ha caído en manos del enemigo, y el mismo Snake resultaba herido en duros combates con “los mejores mercenarios” de Outer Heaven. Pero el espíritu indomable de Snake le condujo al piso n.º 100 de la base secreta en la que Metal Gear era desarrollado. Evitando el poderoso sistema defensivo que acababa con todos los intrusos, al final, Snake consigue destruir a Metal Gear. Tras acabar con su misión, Snake intentó escapar de Outer Heaven. Sin embargo, durante la huida se encontró con un hombre, el comandante en jefe de Fox-Hound, Big Boss. Big Boss se burló ante el sorprendido Snake y le contó la verdad acerca de su misión. Sin que Snake lo supiera, este Big Boss era en realidad Venom Snake, el doble de Big Boss que lo sustituyó durante los sucesos de The Phantom Pain.
Al mismo tiempo que servía como comandante de Fox-Hound, Big Boss también dirigía una compañía de mercenarios asesinos utilizando contratos y capital de sus años como mercenario. Estaba planeando hacer de esta compañía una fuerza militar aún mayor, y fundó Outer Heaven como su base. La intención que tenía al enviar al novato Snake a Outer Heaven fue crear una confusión informativa contra occidente. Pero Big Boss calculó mal las cosas. Nunca pensó que Snake llegaría tan lejos.
Tras perder a Metal Gear, Big Boss activó el sistema de autodestrucción de la base subterránea. Mientras continuaba la cuenta progresiva para la destrucción, su grito resonó en el vacío: “Has ido demasiado lejos. Demasiado lejos”. En el sótano del piso 100, se inició la batalla entre ambos… libre de ideologías y política… La nación fortaleza armada, Outer Heaven, colapsó. La impenetrable fortaleza construida con la mejor tecnología militar, y ocupada por los mercenarios más duros, ardió en llamas. Detrás de él las llamas se elevaban hacia el cielo, mientras caía Outer Heaven, dejando completamente solo a Snake…

## Lista de personajes

### Solid Snake
El personaje jugable. Uno de los más nuevos reclutas de FOXHOUND. Operation: Infiltrarse en N313 es su misión inaugural como miembro de FOXHOUND.

### Big Boss
Comandante oficial, y por consiguiente líder de FOX-HOUND. Es el principal proveedor de información de Solid Snake sobre las armas y el equipo ubicado en la zona. Hasta el final del juego se revela la verdad, siendo él quien estaba detrás de todo. Armado con una pistola, la única forma de vencerlo es con el lanzacohetes.

### Diane
Miembro de la resistencia que parece poseer una gran cantidad de conocimiento sobre los mercenarios en Outer Heaven. Una vez fue vocalista de una banda de punk positivista, ahora ella vive con su novio Steve.

### Dr. Drago Petrovich Madnar.
Ingeniero robótico responsable de la creación del prototipo TX-55 (Metal Gear). Fue capturado en su regreso a los EE. UU. y está siendo forzado ahora para hacer máquinas de guerra para Outer Heaven, mientras su hija está secuestrada. Snake aprende las debilidades de Metal Gear de él después de rescatar a Ellen del peligro.

### Jennifer
Una miembro de la resistencia. Se infiltró en Outer Heaven como parte de su grupo médico para encontrar a su hermano perdido. Ella ayuda a Snake encubierta ayudándole a obtener acceso a áreas y equipos dentro de la fortaleza. A cambio, Snake gestiona el rescate de su hermano del mercenario conocido como Coward Duck/Dirty Duck.

### Gray Fox
Miembro de FOXHOUND con un código clave Fox, la más alta condecoración a cualquier miembro de FOXHOUND. Fue tomado prisionero durante su misión en Outer Heaven, pero es rescatado por Snake. Él proporciona información sobre la verdadera función de Metal Gear y las ubicaciones de su diseñador, Dr. Drago Petrovich Madnar.

### Kyle Schneider
El líder del movimiento de resistencia en Outer Heaven, quien está tras la venganza de su familia asesinada. Su ocupación oficial como jefe de arquitectura de Outer Heaven le ha permitido obtener conocimiento de la disposición de la estructura de la fortaleza. Él aprende sobre el verdadero papel de Big Boss en el duro Outer Heaven, pero es capturado por hostiles antes de que pueda compartir esa información con Snake.

### Ellen Madnar
Una antigua estrella del "Bolshoi Ballet" y la única hija del Dr. Petrovich. Ella fue capturada y llevada a Outer Heaven como amenaza contra su padre. Snake rescata a Ellen para poder ganar cooperación del Dr. Petrovich.

### Shotgunner/Shotmaker
Miembro de la fuerza mercenaria de Outer Heaven, y el primer mercenario profesional en hacer frente a Solid Snake en su primera misión. Armado con una especie de escopeta de largo alcance.

### Machinegun Kid
Miembro de la fuerza mercenaria de Outer Heaven, y el segundo mercenario profesional en hacer frente a Solid Snake en su primera misión. Va armado con una ametralladora, de ahí su nombre.

### Fire Trooper
Fire Trooper es un mercenario de Outer Heaven que luchó contra Solid Snake durante la operación impone N313. Se enfrenta a Snake con un lanzallamas de gran alcance.

### Coward Duck/Dirty Duck
Mercenario de Outer Heaven, usa como arma principal unos búmeran, y se cubre con rehenes.

### Arnold/Bloody Brad
Son dos robots cibernéticos creados por Petrovich, resistentes a cualquier arma de fuego convencional.

## Modo de juego
El objetivo del juego es infiltrarse en Outer Heaven y destruir Metal Gear. La meta inicial del jugador es restablecer contacto con Gray Fox. Como en anteriores instalaciones, el jugador debe evitar el contacto visual y la confrontación directa con los soldados enemigos en la medida de lo posible. Cuando el jugador es visto por el enemigo, la música de fondo cambia y el juego entra en Modo Alerta. El método de escabullirse varía dependiendo de las circunstancias tras los descubrimientos del jugador: 
- Si un jugador es visto y solo aparece una marca de exclamación sencilla (!) sobre la cabeza de un enemigo, solo los enemigos en la pantalla presente del jugador lo atacaran y un escape puede hacerse moviéndose hacia una sección o pantalla adyacente.
- Sin embargo, si dos marcas de exclamación (!!) aparecen sobre el enemigo (o el jugador activa una alarma siendo observado por una cámara, sensor infrarrojo o usando un arma sin silenciador), refuerzos de las otras pantallas aparecerán también. El jugador solo puede escapar matando a todos los enemigos o simplemente moviéndose a un diferente piso.

Al comienzo, el jugador comienza el juego desarmado, pero finalmente obtiene acceso a una variedad de armas de fuego (empezando con la Beretta M92F) y explosivos. Las municiones y suministros para cada arma son limitados, pero son fácilmente reemplazables. Las armas no solo pueden ser utilizadas para matar enemigos, pueden utilizarse también para sobrepasar obstáculos (como paredes con huecos o pisos electrificados). Snake puede también usar sus puños para derrotar a los enemigos que patrulla y quedarse con la comida o munición que dejan caer.
La base enemiga comprende tres diferentes edificios que incluyen varios pisos (incluidos sótanos). El jugador usa tarjetas llave y otros elementos para desbloquear puertas o explorar áreas nuevas. Las puertas solo se abren con sus correspondientes tarjetas llave. Los jefes también aparecen durante el juego para interferir con el progreso del juego.
Se puede obtener información desde los rehenes que están siendo cautivos dentro de los edificios. Luego de rescatar a cinco cautivos, el jugador recibe "level up", aumentando su "Rango" (máximo de 4 estrellas), su resistencia y su capacidad de armadura. Sin embargo, si el cautivo es asesinado, el jugador será degradado al rango inferior.
Está disponible un transmisor para el jugador para comunicarse con el Oficial de Comando (Big Boss) o alguno de los miembros de la resistencia que operan en secreto dentro de la fortaleza. Cada aliado de Snake tiene un amplio conocimiento en específicas áreas. El sistema de transmisión es completamente de orientación, o sea que ciertas transmisiones de radio ocurren solo en ciertas localizaciones.
- Datos: Q6552947
- Multimedia: Metal Gear / Q6552947